# Дацик, Вячеслав Валерьевич
Вячесла́в Вале́рьевич Да́цик (род. 13 февраля 1980, Сланцы, Ленинградская область, СССР), более известный мононимно как Да́цик или под псевдонимом Ры́жий Тарза́н — российский профессиональный боксёр, боец смешанного стиля, кикбоксер и тайбоксер. Известность в кругах любителей боёв получил за победу нокаутом в дебютном поединке над Андреем Орловским в 1999 году, а также за эксцентричное поведение на ринге.
Сторонник неонацистского движения «Славянский союз». В 2007 году был задержан за серию ограблений салонов сотовой связи, признан невменяемым, помещён в психиатрическую клинику, откуда в 2010 году бежал. Нелегально прибыв в Норвегию, попросил там политического убежища, в чём ему было отказано. Норвежской экспертизой Дацик был признан вменяемым и приговорён к тюремному заключению за незаконное ношение оружия. По отбытии срока решением суда депортирован в Россию, где приговорён к пяти годам лишения свободы. 17 марта 2016 года вышел на свободу. В декабре 2019 года был задержан при попытке пересечения российско-эстонской государственной границы по реке Нарва в районе деревни Переволок Ленинградской области.

## Ранние годы
Дацик родился 13 февраля 1980 года в городе Сланцы Ленинградской области. Был единственным ребёнком в семье. Про своё детство он рассказывает:
В пять лет мне приснился сон: на меня напала здоровая собака. На следующий день я лёг спать с ножом, чтобы прирезать эту собаку. Больше мне никаких снов не снится. До меня в школе все докапывались. Когда мне было 8 лет, я перекусал класс девятиклассников. Вырвал трицепс из шеи у одного из них. Ну и меня били, за один год было 16 сотрясений, в реанимацию попал с пробитой головой.
В связи с агрессивным поведением он был поставлен на учёт в милиции.
Дацик увлёкся боевыми искусствами: дзюдо, тхэквондо — а также гиревым спортом. После окончания девяти классов он поступил в Сланцевский индустриальный техникум по специальности «экономика и бухгалтерский учёт», который, однако, не закончил.
В 1998 году переехал в Санкт-Петербург, где продолжил заниматься единоборствами и впоследствии начал выступать в соревнованиях.
В армии Вячеслав не служил.

## Спортивная карьера
Дацик является представителем тайского бокса, впрочем очень многие отмечают низкий уровень его технического арсенала. В Федерации тайского бокса состоял до 1998 года (по другим данным — до 2004 года).
Дебютный бой на официальном профессиональном ринге смешанных единоборств Дацик провёл в 1999 году против также дебютировавшего Андрея Орловского, который впоследствии стал чемпионом UFC. В течение всего боя Андрей владел преимуществом, однако затем пропустил неожиданный сильный удар в челюсть справа и упал. Был зафиксирован нокаут.
В следующем бою против Мартина Малхасяна Дацик был пойман на удушающем приёме (удушение сзади), но отказывался сдаться до тех пор, пока не потерял сознание от удушья.
Свою вторую победу Дацик одержал над Андреем Будником на чемпионате мира по панкратиону. По ходу боя Вячеслав получил предупреждение за захват за волосы. После этого он стал вести себя неадекватно, беспорядочно дёргая руками и ногами в попытке нанести удары. Однако один из них попал в цель и противник сдался. Во время выхода из зала у Дацика заплелись ноги и он, не удержав равновесие, упал. Эти кадры потом часто демонстрировались в репортажах о нём.
8 февраля 2001 года Дацик встречался с Виталием Шкрабой. После второго предупреждения за надавливание на глаза Вячеслав был дисквалифицирован, однако с решением не согласился и принялся спорить с судьёй. Через два месяца — на первом турнире под эгидой M-1 «Россия против Мира» — Дацик встречался с Патриком Де Виттом из Нидерландов, которого победил в первом раунде удушающим приёмом.
8 декабря 2001 года на очередном турнире по панкратиону Дацику противостоял Рамази Коркелия. Кадры из этого боя также потом весьма часто присутствовали в репортажах о Вячеславе. В течение боя Дацик атаковал пах противника, а после того, как ему было засчитано техническое поражение, он, не согласный с решением, порывался продолжить поединок.
Не все бои Дацика попали в официальную статистику профиля на Sherdog. В частности, на Youtube можно найти видеозапись его боя, состоявшегося 1 июля 2001 года на кубке России в Дагестане, против Алсейдара Абдулхамидова. В очередной раз Вячеслав с поражением не смирился и принялся спорить с рефери.
Полностью незафиксированным в статистике оказалось участие Дацика в турнире, показанном на телеканале «Боец». В полуфинале он победил болевым на ногу Станислава Нущика из клуба Red Devil Fighting Team. Финальным стал поединок против Вадима Куватова, который Дацик проиграл техническим нокаутом.
Также можно найти видеозапись боя Дацика против Романа Савочки, который Вячеслав выиграл техническим нокаутом.
23 августа 2006 года на турнире «Ночь боёв 2» Дацик встречался с Андреем Кирсановым, которого неожиданно победил в третьем раунде болевым приёмом на руку (рычаг локтя). 16 ноября 2019 года одержал над Андреем Кирсановым победу нокаутом в третьем раунде на турнире «Битва без масок», проводившемся в Санкт-Петербурге.
Дацик также выступал на соревнованиях по кикбоксингу. Например, 20 апреля 2005 года он встречался с Олегом Здрагушем. На турнире в клубе «Арбат» Дацик бился против Дениса Подолячина и уступил решением судей после шестого раунда.

### Возвращение в MMA
Вышел из тюрьмы в феврале 2019 года.
После своего освобождения Вячеслав Дацик пробовал вернуться в профессиональные единоборства, но ни один профессиональный промоушен не был готов предоставить контракт скандальному и эпатажному спортсмену. Тем не менее Дацику хорошо удавалось коммерциализировать свой неоднозначный образ.

#### Бой с Артемом Тарасовым
В апреле 2019 года в рамках шоу «Битва за хайп» Амирана Сардарова, Дацик встретился на ринге с блоггером Артемом Тарасовым. Спортивной составляющей в поединке было мало ввиду огромной разницы в весе между участниками поединка. Тарасов победил судейским решением, так как Дацик использовал в бою запрещенные приемы.

#### Бой с Андреем Кирсановым
Следующий бой провел 17 ноября 2019 года против Андрея Кирсанова. Несмотря на выставочный характер боя (он прошёл в ресторане) и разницу в весе — вес Кирсанова на момент боя был около 100 кг против 130 кг оппонента, его все же можно считать полноценным возвращением «Рыжего Тарзана» в большой спорт. С Кирсановым до этого боя Дацик встречался трижды, и дважды проиграл. Но в этом поединке разница в весе сказалась — Дацик практически не замечал ударов оппонента, дважды отправив Кирсанова в нокдаун. Бой был закончен в третьем раунде — Дацик нокаутировал Кирсанова.

#### Бой с Жеромом ле Баннером
15 декабря 2019 года провел бой в рамках финала Чемпионата мира по правилам TNA. Соперником российского спортсмена стал статусный боец K-1 и известный французский тяжеловес Жером Ле Банне, которому на момент боя было 46 лет. Несмотря на то, что Дацику удалось отправить соперника в нокдаун, во втором раунде россиянин пропустил тяжелый удар в печень и не смог продолжить бой, уступив французу техническим нокаутом.

#### Два боя с Тайсоном Дижоном
Вернулся на боксерский ринг в 2021 году. Это были шоу-бои без спортивной составляющей, проводимые для разогрева зрителей в рамках боксерских шоу. В феврале 2021 года Дацик провел поединок с камерунским боксером Тайсоном Дижоном и одержал победу нокаутом в 4-м раунде. Несмотря на то, что промоутеры раскручивали соперника Дацика как перспективного африканского боксера, гонорар Дижона за бой составил всего около 200 000 рублей. В июне 2021 года промоутеры продолжили продвигать Дацика как боксера, но стать его соперником за скромный гонорар согласился опять Тайсон Дижон. 11 июня 2021 года их поединок был на разогреве боксерского шоу в Москве, Дацик, который был тяжелее своего соперника почти на 30 кг, одержал победу судейским решением.

#### Спарринг с Гаджи «Автомат» Наврузовым
7 мая 2021 года провел спарринг с экс-футболистом Гаджи Наврузовым, который ныне является бойцом промоушена кулачных боев Top Dog FC. Бой проходил по правилам бокса. В концовке первого раунда Дацик пропустил несколько тяжелых ударов. От одного из них Вячеслав был отправлен в нокдаун, рухнув на канаты. В этот момент выбежала его беременная жена Виктория, остановив бой.

#### Бой с Даниялом «Т-34» Эльбаевым
13 августа 2021 года на волейбольной арене «Динамо» в Москве состоялся вечер бокса от промоутерской компании «Союз» и телеканала РЕН ТВ, в соглавном событии Вячеслав Дацик победил звезду поп-ММА Данияла «Т-34» Эльбаева единогласными решением судей. При этом Эльбаев был на 16 лет моложе Дацика.

#### Бой с Ревазом Верулашвили
28 октября 2021 года одержал победу над чемпионом Европы по сумо и начинающим бойцом поп-ММА Ревазом Верулашвили в поединке по правилам бокса в перчатках для ММА. Бой проходил в рамках турнира промоушена «Наше Дело». Верулашвили уже во втором раунде оказался в нокдауне, а в заключительном раунде ещё дважды побывал на канвасе. После этого его угол в целях предосторожности выбросил полотенце.

#### Бой с Зелемханом «Пулеметчиком» Дукаевым
22 января 2022 года в Москве состоялся боксерский турнир канала «Рен-ТВ», в главном событии которого прошёл бой между Вячеславом Дациком и Зелемханом «Пулеметчиком» Дукаевым. Победу единогласным решением судей одержал Дукаев.

#### Бой с Антонио «Бигфут» Силвой
8 июля 2022 года состоялся турнир Hardcore Boxing, где главным событием боксерского шоу стал поединок Вячеслава Дацика против Антонио «Бигфута» Сильвы. Поединок по правилам бокса проходил в формате четыре раунда по три минуты, но было очевидно, что всю дистанцию бой не продлится. Дацик потряс соперника в конце первого раунда, а затем отправил в нокдаун ударом после гонга. С начала второго раунда Вячеслав продолжил развивать свой успех, запер Сильву в углу, и после серии безответных ударов рефери остановил бой.

#### Бой с Джеффом Монсоном
5 августа 2022 года в рамках Суперсерии «Бойцовского клуба РЕН-ТВ» Дацик победил единогласным решением судей по итогам трех раундов ветерана ММА Джеффа Монсона. Более возрастной Джефф не смог оказать серьёзного сопротивления и проиграл по очкам у всех судей 29-28.

#### Бой с Александром Емельяненко
25 сентября 2022 года победил соотечественника Александра Емельяненко в бою по правилам бокса. Поединок, прошедший в ночь на воскресенье на «ЦСКА-Арене» в Москве, завершился победой Вячеслава нокаутом в первом раунде. Дацик с первых секунд бросился в атаку. Первые несколько ударов пришлись мимо цели, но после первого же точного выпада Дацика Александр упал на настил ринга, рефери сразу остановил поединок. Бой завершился через 12 секунд после начала.
Спустя пару дней бойцы провели спарринг во время пресс-конференции на Hardcore Boxing в формате одной минуты на маленьком ринге и тренировочных перчатках. Во время спарринга, который был похож на реальный бой, Дацик отправил Емельяненко в нокдаун, а после того, как спарринг продолжился, Александр облокотился на канаты и рефери остановил поединок.

#### Бой с Ильясом Якубовым
10 декабря 2022 года, в Москве на турнире «Наше Дело», состоялся бой между Дациком и Ильясом Якубовым по прозвищу «Шалинский волк». Бой продлился все три раунда и завершился победой Якубова единогласным решением судей. Якубов отправил Дацика в два нокдауна во втором раунде.

#### Бой с Павлом Шульским
16 декабря 2022 года в Москве в рамках турнира Бойцовского клуба РЕН-ТВ, в со-главном бою которого прошёл поединок в тяжелом весе между Вячеславом Дациком и боксером Павлом Шульским. Формат боксерского поединка: три раунда по две минуты. Поединок прошёл всю дистанцию, Дацик действовал в привычной манере, агрессивно атакуя размашистыми ударами. Шульский работал более технично, но часто пропускал тяжелые удары Дацика. Бой продлился все три раунда, и судьи единогласно отдали победу Дацику.

#### Бой с Жеронимо Дос Сантосом
25 марта 2023 года В Самаре прошёл турнир Ural FC 2. Главное событие — бой Вячеслава Дацика и Жеронимо Дос Сантоса проходил по правилам кикбоксинга (К-1) и стал главным событием вечера. Для Дацика это был первый поединок в 2023 году. Уже на 15-й секунде бойцы зашли в клинч, где Дацик коротким хуком уронил Дос Сантоса. Было видно, что нокдаун тяжелый, но рефери не остановил бой. Ещё одним попаданием Дацик снова уронил соперника — тот показывал, что травмировал плечо.

#### Боксерский бой с Кевином Джонсоном
31 марта 2023 года в Москве прошёл турнир Бойцовского клуба «РЕН ТВ», где в главном событии по правилам бокса провели показательный (выставочный) бой Вячеслав Дацик и Кевин Джонсон. Бой продлился всю дистанцию — три раунда по три минуты, и Джонсон победил решением большинства судей.

#### Бой с Галымжаном Жаслановым
24 июня 2023 года прошёл поединок по боксу в MMA-перчатках между Дациком и Жаслановым и продлился все три раунда по три минуты и завершился победой казахстанского бойца решением большинства судей.

#### Спарринг с Александром «Север» Севериным
12 августа 2023 года в Серпухове (Московская Область) на праздновании Дня физкультурника Дацик сразился в спарринге с бойцом лиги Top Dog Александром Севериным (3-0 на голых кулаках). Отметим, что бой проходил в необычных условиях: спортсмены дрались на песке. Планировалось, что будет несколько раундов по 1 минуте, но бой остановили на 30 секунде после пары жестких попаданий Северина. После спарринга Дацик заявил, что готов провести реванш.

#### Бой с Оли Томпсоном
18 августа 2023 года в рамках «Бойцовского клуба РЕН ТВ» состоялся боксерский поединок с Оли Томпсона (1-0, 1 КО в боксе, 21-16 в ММА). С первых секунд боя Дацик бросился атаковать своими размашистыми ударами. Ближе к концу раунда Томпсон пропустил несколько тяжелых ударов, с трудом оставаясь стоять на ногах. В этот момент рефери принял решение остановить бой, хотя Томпсон готов был продолжать поединок.

#### Бой с Петром Романкевичем
27 октября 2023 года на турнире «Бойцовского клуба РЕН-ТВ» 33-летний белорусский боец Пётр Романкевич (5-1) одержал победу над Вячеславом Дациком. Бой прошёл в ММА-перчатках по правилам бокса и завершился во втором раунде техническим нокаутом в пользу Романкевича.

#### Бой с Шоном Тёрнером
Боксерский бой прошёл 24 мая 2024 года на турнире «Бойцовского клуба РЕН ТВ» и закончился поражением Дацика по очкам по итогам четырёх раундов раздельным решением. Вячеслав традиционно шёл вперед и атаковал, но не хватало точности, Тёрнер работал вторым номером, но больше попадал. К 3-му раунду оба сильно устали, но даже так Тернер был более эффективен.

#### Бой с Джейсоном Гэверном
В Москве 15 ноября в рамках уже традиционного турнира «Бойцовского клуба РЕН ТВ» в главном бою вечера проиграл по очкам американскому гейткиперу Джейсону Гэверну по итогам 4-х раундов. В стартовом раунде Гэверн отправил Вячеслава в нокдаун. Дальше он грамотно действовал, держа Дацика на дистанции. В заключительном раунде Дацик ещё раз пропустил и еле устоял на ногах. Судьи единогласно отдали бой Гэверну.

### Бой на голых кулаках. Бой с Рэнди Рендайном.
25 сентября 2021 года выступил в Top Dog и бился по правилам кулачных боев, но в перчатках для ММА. Соперника ему дали плохо известного для российской публики, но очень опасного — британца Рэнди Рендайна 5-0 по прозвищу «Кофи Кинг». Поединок завершился уже в первом раунде — команда британского спортсмена выбросила полотенце.

## Статистика в смешанных единоборствах
| Боёв 32          | Побед 14 | Поражений 18 |
| ---------------- | -------- | ------------ |
| Нокаутом         | 5        | 8            |
| Сдачей           | 6        | 2            |
| Решением         | 1        | 4            |
| Дисквалификацией | 0        | 2            |
| Другие           | 2        | 2            |

| Результат | Рекорд | Соперник               | Способ                        | Турнир                                     | Дата            | Раунд | Время | Место                        | Примечание |
| --------- | ------ | ---------------------- | ----------------------------- | ------------------------------------------ | --------------- | ----- | ----- | ---------------------------- | ---------- |
| Поражение | 14–18  | Artem Tarasov          | DQ                            | Fight for Hype 2                           | 15 апреля 2019  | 3     | 2:04  | Moscow, Russia               |            |
| Победа    | 14–17  | Andrey Kirsanov        | Submission (armbar)           | Fight Night 2                              | 23 августа 2006 | 2     | N/A   | Belorechensk, Krasnodar Krai |            |
| Победа    | 13–17  | Roman Savochka         | TKO (punches)                 | Crystal Ring Cup 2                         | 31 мая 2006     | 3     | N/A   | Moscow, Russia               |            |
| Победа    | 12–17  | Stanislav Nuschik      | Submission (heel hook)        | Ultimate Combat Russia (−90 kg)            | 19 мая 2005     | 1     | 0:44  | Moscow, Russia               |            |
| Победа    | 11–17  | Denis Sobolev          | Submission (rear-naked choke) | Cup of Empire 2004                         | 17 мая 2004     | 1     | N/A   | Moscow, Russia               |            |
| Поражение | 10–17  | Sergei Gur             | TKO (doctor stoppage)         | BARS: Cup of Arbat Quarter-finals (+94 kg) | 5 февраля 2003  | 2     | N/A   | Moscow, Russia               |            |
| Поражение | 10–16  | Zurab Akhmedov         | Decision (unanimous)          | BARS: Cup of Arbat Final (−71 kg)          | 23 января 2003  | 3     | 5:00  | Moscow, Russia               |            |
| Поражение | 10–15  | Eduard Voznovich       | Decision (unanimous)          | BARS                                       | 25 декабря 2002 | 3     | 5:00  | Moscow, Russia               |            |
| Поражение | 10–14  | Roman Sukoterin        | Decision (unanimous)          | BARS                                       | 30 октября 2002 | 3     | 5:00  | Moscow, Russia               |            |
| Поражение | 10–13  | Vitali Akhramenko      | KO/TKO                        | BARS                                       | 16 октября 2002 | N/A   | N/A   | Moscow, Russia               |            |
| Победа    | 10–12  | Murad Musaev           | KO/TKO                        | BARS                                       | 9 октября 2002  | N/A   | N/A   | Moscow, Russia               |            |
| Поражение | 9–12   | Andrey Kindrich        | Decision (unanimous)          | BARS                                       | 7 августа 2002  | 3     | 5:00  | Moscow, Russia               |            |
| Победа    | 9–11   | Sergey Danish          | Decision                      | Honour of Warriors 2002                    | 1 августа 2002  | 3     | 3:00  | Kyiv, Ukraine                |            |
| Победа    | 8–11   | Vasily Gorbonos        | N/A                           | BARS                                       | 2 июля 2002     | N/A   | N/A   | Moscow, Russia               |            |
| Победа    | 7–11   | Vladimir Marinin       | N/A                           | Pankration Eurasian Championship 2001      | 8 декабря 2001  | N/A   | N/A   | Moscow, Russia               |            |
| Поражение | 6–11   | Timur Porsukov         | N/A                           | BARS: End of Years Special 2001            | 27 декабря 2001 | N/A   | N/A   | Moscow, Russia               |            |
| Поражение | 6–10   | Romazi Korkelia        | TKO (punches)                 | Pankration Eurasian Championship 2001      | 8 декабря 2001  | 1     | N/A   | Moscow, Russia               |            |
| Победа    | 6–9    | Eldanis Safarov        | KO (punch)                    | BARS                                       | 1 декабря 2001  | 1     | N/A   | Moscow, Russia               |            |
| Поражение | 5–9    | Gela Getsadze          | N/A                           | BARS                                       | 22 ноября 2001  | N/A   | N/A   | Moscow, Russia               |            |
| Поражение | 5–8    | Roman Savochka         | TKO (doctor stoppage)         | IAFC: Mega-Sphere Cup 1                    | 3 августа 2001  | 1     | 1:40  | Moscow, Russia               |            |
| Поражение | 5–7    | Roman Savochka         | Submission (rear-naked choke) | IAFC: Mega-Sphere Cup 1                    | 3 августа 2001  | 1     | 1:40  | Moscow, Russia               |            |
| Поражение | 5–6    | Alseldar Abdulkhamidov | TKO (punches)                 | IAFC                                       | 1 июля 2001     | 1     | N/A   | Makhachkala, Russia          |            |
| Победа    | 5–5    | Patrick de Witte       | Submission (rear-naked choke) | M-1 MFC – Russia vs. the World 1           | 27 апреля 2001  | 1     | 0:30  | Moscow, Russia               |            |
| Победа    | 4–5    | Vitaly Martushov       | Submission (guillotine choke) | M-1 MFC: Exclusive Fight Night 1           | 25 февраля 2001 | 1     | N/A   | Saint Petersburg, Russia     |            |
| Поражение | 3–5    | Vitali Shkraba         | DQ (eye gouging)              | Pankration Russian Championship 2001       | 8 февраля 2001  | 1     | 3:05  | Moscow, Russia               |            |
| Победа    | 3–4    | Andrey Budnik          | TKO (punch)                   | Pankration World Championship 2000         | 28 апреля 2000  | 1     | 2:13  | Moscow, Russia               |            |
| Поражение | 2–4    | Ramazan Mezhidov       | KO (punch)                    | IAFC Russian Championship 2000             | 9 апреля 2000   | N/A   | N/A   | Moscow, Russia               |            |
| Поражение | 2–3    | Magomed Dzhabrailov    | TKO (doctor stoppage)         | IAFC Russian Championship 2000             | 9 апреля 2000   | 1     | N/A   | Saint Petersburg, Russia     |            |
| Поражение | 2–2    | Vadim Kuvatov          | TKO (punches)                 | M-1 MFC: Russia Open Tournament            | 5 декабря 1999  | 1     | N/A   | Saint Petersburg, Russia     |            |
| Победа    | 2–1    | Stanislav Nuschik      | Submission (heel hook)        | M-1 MFC: Russia Open Tournament            | 5 декабря 1999  | 1     | N/A   | Saint Petersburg, Russia     |            |
| Поражение | 1–1    | Martin Malkhasyan      | Submission (rear-naked choke) | M-1 MFC – World Championship 1999          | 9 апреля 1999   | 1     | 0:57  | Moscow, Russia               |            |
| Победа    | 1–0    | Andrei Arlovski        | KO (punch)                    | M-1 MFC – World Championship 1999          | 9 апреля 1999   | 1     | 6:07  | Saint Petersburg, Russia     |            |

## Статистика в Кикбоксинге
| 9 поединков, 6 побед (4 нокаутом), 3 поражения | 9 поединков, 6 побед (4 нокаутом), 3 поражения | 9 поединков, 6 побед (4 нокаутом), 3 поражения | 9 поединков, 6 побед (4 нокаутом), 3 поражения | 9 поединков, 6 побед (4 нокаутом), 3 поражения | 9 поединков, 6 побед (4 нокаутом), 3 поражения | 9 поединков, 6 побед (4 нокаутом), 3 поражения | 9 поединков, 6 побед (4 нокаутом), 3 поражения |                   |
| --- | ---------------------------------------------- | ---------------------------------------------- | ---------------------------------------------- | ---------------------------------------------- | ---------------------------------------------- | ---------------------------------------------- | ---------------------------------------------- | ----------------- |
| \| Рекорд \| Дата \| Противник \| Турнир \| Место проведения \| Способ \| Раунд \| Время \| Примечания \| \| 7-3 \| 2023-3-25 \| Джеронимо Дос Сантос \| Ural FC 2 \| Самара \| KO \| 1 \| 0:57 \| \| \| 6-3 \| 2019-12-15 \| Жером Ле Банне \| Fight World Cup TNA Fights \| Казань \| KO \| 2 \| 58 \| \| \| 6-2 \| 2005-11-09 \| Денис Подолячин \| Fight Club Arbat \| Москва \| Единогласное решение \| 6 \| 158 \| \| \| 5-2 \| 2005-04-20 \| Олег Здрагуш \| WBKF \| Москва \| KO \| 3 \| \| \| \| 4-2 \| 2005-01-12 \| Давид Швелидзе \| Fight Club Arbat \| Москва \| Единогласное решение \| 3 \| 180 \| \| \| 3-2 \| 2004-12-01 \| Андрей Журавков \| Fight Club Arbat \| Москва \| Дисквалификация \| 3 \| 100 \| \| \| 3-1 \| 2004-11-24 \| Евгений Орлов \| Fight Club Arbat \| Москва \| KO[46][47] \| 1 \| 1:48[48] \| Нокаут в 1 раунде \| \| 2-0 \| 2004-11-03 \| Вячеслав Буй \| Fight Club Arbat \| Москва \| TKO \| 3 \| \| \| \| 1-0 \| 2004-04-12 \| Дмитрий Воробьёв \| Fight Club Arbat \| Москва \| KO \| 2 \| 136 \| \| |                                                |                                                |                                                |                                                |                                                |                                                |                                                |                   |
| Рекорд | Дата                                           | Противник                                      | Турнир                                         | Место проведения                               | Способ                                         | Раунд                                          | Время                                          | Примечания        |
| 7-3 | 2023-3-25                                      | Джеронимо Дос Сантос                           | Ural FC 2                                      | Самара                                         | KO                                             | 1                                              | 0:57                                           |                   |
| 6-3 | 2019-12-15                                     | Жером Ле Банне                                 | Fight World Cup TNA Fights                     | Казань                                         | KO                                             | 2                                              | 58                                             |                   |
| 6-2 | 2005-11-09                                     | Денис Подолячин                                | Fight Club Arbat                               | Москва                                         | Единогласное решение                           | 6                                              | 158                                            |                   |
| 5-2 | 2005-04-20                                     | Олег Здрагуш                                   | WBKF                                           | Москва                                         | KO                                             | 3                                              |                                                |                   |
| 4-2 | 2005-01-12                                     | Давид Швелидзе                                 | Fight Club Arbat                               | Москва                                         | Единогласное решение                           | 3                                              | 180                                            |                   |
| 3-2 | 2004-12-01                                     | Андрей Журавков                                | Fight Club Arbat                               | Москва                                         | Дисквалификация                                | 3                                              | 100                                            |                   |
| 3-1 | 2004-11-24                                     | Евгений Орлов                                  | Fight Club Arbat                               | Москва                                         | KO                                             | 1                                              | 1:48                                           | Нокаут в 1 раунде |
| 2-0 | 2004-11-03                                     | Вячеслав Буй                                   | Fight Club Arbat                               | Москва                                         | TKO                                            | 3                                              |                                                |                   |
| 1-0 | 2004-04-12                                     | Дмитрий Воробьёв                               | Fight Club Arbat                               | Москва                                         | KO                                             | 2                                              | 136                                            |                   |

## Статистика в боксе
Вячеслав Дацик по большей части проводит показательные (выставочные) боксёрские бои типа спаррингов в 12-ти, 14-ти или даже 16-унцевых тренировочных боксёрских перчатках, не санкционированные какой-либо официальной боксёрской организацией, и которые не входят в официальную статистику и послужной список портала BoxRec.
| 12 поединков, 8 побед (4 нокаутом), 4 поражения. | 12 поединков, 8 побед (4 нокаутом), 4 поражения. | 12 поединков, 8 побед (4 нокаутом), 4 поражения. | 12 поединков, 8 побед (4 нокаутом), 4 поражения. | 12 поединков, 8 побед (4 нокаутом), 4 поражения.    | 12 поединков, 8 побед (4 нокаутом), 4 поражения. | 12 поединков, 8 побед (4 нокаутом), 4 поражения. | 12 поединков, 8 побед (4 нокаутом), 4 поражения.                                            | 12 поединков, 8 побед (4 нокаутом), 4 поражения. |
| Результат                                        | Рекорд                                           | Дата боя                                         | Соперник                                         | Турнир                                              | Место проведения боя                             | Способ (раунды), время                           | Комментарии                                                                                 | Видео                                            |
| ------------------------------------------------ | ------------------------------------------------ | ------------------------------------------------ | ------------------------------------------------ | --------------------------------------------------- | ------------------------------------------------ | ------------------------------------------------ | ------------------------------------------------------------------------------------------- | ------------------------------------------------ |
| Поражение                                        | 8-4                                              | 15 ноября 2024                                   | Джейсон Гаверн (27-21)                           | «Бойцовский клуб РЕН ТВ»                            | Арена «Динамо», Москва, Россия                   | (6)                                              |                                                                                             |                                                  |
| Поражение                                        | 8-3                                              | 25 мая 2024                                      | Шон Тернер (13-0)                                | «Бойцовский клуб РЕН ТВ»                            | Арена «Динамо», Москва, Россия                   | UD6(6)                                           |                                                                                             |                                                  |
| Победа                                           | 8-2                                              | 18 августа 2023                                  | Оли Томпсон (0-0)                                | «Бойцовский клуб РЕН ТВ»                            | Арена «Динамо», Москва, Россия                   | ТКО 1(3)                                         |                                                                                             |                                                  |
| Поражение                                        | 7-2                                              | 31 марта 2023                                    | Кевин Джонсон (35-21-2)                          | «Бойцовский клуб РЕН ТВ»                            | Арена «Динамо», Москва, Россия                   | SD 3(3)                                          |                                                                                             |                                                  |
| Победа                                           | 6-2                                              | 24 сентября 2022                                 | Александр Емельяненко                            | Hardcore Boxing                                     | Москва, Россия                                   | KO 1(6), 0:12                                    | 2-й бой официально вошедший в статистику BoxRec.                                            |                                                  |
| Поражение                                        | 5-2                                              | 23 июля 2022                                     | Ислам Каримов                                    | Hardcore Boxing                                     | Москва, Россия                                   | ТKO 2(4), 0:14                                   |                                                                                             | YouTube                                          |
| Победа                                           | 5-1                                              | 15 июня 2022                                     | Антониу Силва                                    | Hardcore Boxing                                     | Москва, Россия                                   | ТKO 2(4), 0:44                                   |                                                                                             | YouTube                                          |
| Победа                                           | 4-1                                              | 15 апреля 2022                                   | Сауло Кавалари                                   | Pravda Old School Boxing и «Бойцовский клуб РЕН ТВ» | Арена «ГлавClub», Москва, Россия                 | ТKO 1(6), 1:37                                   | Бой в 10-унцевых боксёрских перчатках официально вошедший в статистику BoxRec.              | YouTube                                          |
| Поражение                                        | 3-1                                              | 28 января 2022                                   | Зелемхан Дукаев                                  | «Бойцовский клуб РЕН ТВ»                            | Студия «РЕН ТВ», Москва, Россия                  | UD 3(3)                                          | Бой в 16-унцевых перчатках за пояс чемпиона «Бойцовского клуба РЕН ТВ» в супертяжёлом весе. | YouTube                                          |
| Победа                                           | 3-0                                              | 13 августа 2021                                  | Даниял Эльбаев                                   | «Бойцовский клуб РЕН ТВ»                            | Студия «РЕН ТВ», Москва, Россия                  | UD 4(4)                                          |                                                                                             | YouTube                                          |
| Победа                                           | 2-0                                              | 11 июня 2021                                     | Тайсон Дижон                                     | WTKF Boxing Night. «Буря в июне»                    | Vegas City Hall, Москва, Россия                  | UD 4(4)                                          |                                                                                             | YouTube                                          |
| Победа                                           | 1-0                                              | 20 февраля 2021                                  | Тайсон Дижон                                     | «Короли ринга»                                      | Vegas City Hall, Москва, Россия                  | KO 4(4), 0:45                                    |                                                                                             | YouTube                                          |

### Бокс в перчатках для смешанных единоборств
| 5 поединков, 3 победы (2 нокаутом), 2 поражения. | 5 поединков, 3 победы (2 нокаутом), 2 поражения. | 5 поединков, 3 победы (2 нокаутом), 2 поражения. | 5 поединков, 3 победы (2 нокаутом), 2 поражения. | 5 поединков, 3 победы (2 нокаутом), 2 поражения. | 5 поединков, 3 победы (2 нокаутом), 2 поражения. | 5 поединков, 3 победы (2 нокаутом), 2 поражения. | 5 поединков, 3 победы (2 нокаутом), 2 поражения. |         |
| Результат                                        | Рекорд                                           | Дата боя                                         | Соперник                                         | Турнир                                           | Место проведения боя                             | Способ (раунды), время                           | Комментарии                                      | Видео   |
| ------------------------------------------------ | ------------------------------------------------ | ------------------------------------------------ | ------------------------------------------------ | ------------------------------------------------ | ------------------------------------------------ | ------------------------------------------------ | ------------------------------------------------ | ------- |
| Поражение                                        | 3-2                                              | 23 июня 2023                                     | Галымжан Жасланов                                | «Haiza 53»                                       | Астана, Казахстан                                | Раздельное решение судей (3)                     |                                                  |         |
| Победа                                           | 3-1                                              | 16 декабря 2022                                  | Павел Шульский                                   | «Бойцовский клуб РЕН ТВ»                         | Москва, Россия                                   | Единогласное решение судей (3)                   |                                                  |         |
| Поражение                                        | 2-1                                              | 10 декабря 2022                                  | Ильяс Якубов                                     | «Наше Дело»                                      | Москва, Россия                                   | Единогласное решение судей (3)                   |                                                  |         |
| Победа                                           | 2-0                                              | 27 октября 2021                                  | Реваз Верулашвили                                | «Наше Дело»                                      | Москва, Россия                                   | Отказ угла соперника от продолжения боя (3 из 3) |                                                  | YouTube |
| Победа                                           | 1-0                                              | 24 сентября 2021                                 | Рэнди Рэндайн                                    | Top Dog FC X                                     | Москва, Россия                                   | Нокаут (1 из 3), 1:00                            |                                                  | YouTube |

## Криминальная биография

### Преступления, задержание, признание невменяемым
Дацик в составе организованной преступной группы занимался разбоем: грабил салоны сотовой связи. В феврале 2007 года его задержали сотрудники уголовного розыска.

Дацик был признан невменяемым, и суд назначил ему принудительное лечение в специализированной психиатрической клинике закрытого типа. По словам самого Дацика, он специально добивался диагноза «шизофрения, осложнённая травмами»:
Я на экспертизе с ума сходил. Стену проломил, оторвал батарею, стальные штыри вырвал, потом разбирал ими подоконник, кирпичи сдавал санитарам, ничего не жрал, всю охрану шугал. Меня уже через три дня признали невменяемым.
До оглашения вердикта экспертизы он находился в «Крестах». В октябре 2009 года его поместили в Санкт-Петербургскую специализированную психбольницу. Вскоре администрация ходатайствовала в суде о замене Дацику принудительного лечения на амбулаторное наблюдение. Однако суд ходатайство отклонил.
В июле 2010 года Дацик был переведён в Дружносельскую областную психбольницу.

### Побег в Норвегию
21 августа 2010 года Дацик сбежал из клиники. На следующий день он ограбил салон сотовой связи «Вест Телеком», похитив более 6 тысяч рублей. После этого о нём сообщили многие СМИ, в том числе и федеральные каналы. В Интернет были выложены ролик с его тренировкой, а также новые фотографии.
Высказывались мнения, что он может быть в Москве, но 21 сентября Дацик объявился в Норвегии, где пришёл в полицейский участок с просьбой дать ему политическое убежище, а также сдал пистолет Макарова. В Интернете появился ролик с обращением Дацика к Александру Емельяненко, где он отвечает на речь, сказанную последним в интервью. Как сообщил лидер «Славянского союза» Дмитрий Дёмушкин, Вячеслав встретился в Осло с лидером местной ячейки организации. Дацик пояснил, что сначала попал в Эстонию, а уже оттуда — в Норвегию.
Поначалу норвежская полиция посчитала, что Дацик может быть чеченцем.
25 сентября 2010 года районный суд Санкт-Петербурга заочно вынес решение об аресте Вячеслава, который был объявлен в международный розыск (по другим данным — в федеральный), а в Норвегии по факту незаконного ношения и хранения огнестрельного оружия против него было возбуждено уголовное дело, а сам Вячеслав был помещён под стражу в тюрьму «Ила».
Позже Дацику было отказано в предоставлении убежища и было заявлено, что Дацика депортируют. Полицейский врач при общем досмотре Дацика дал заключение о том, что во вменяемости Вячеслава сомневаться не приходится и что дополнительное психиатрическое обследование не нужно. Таким образом, Дацик, признанный в России невменяемым, по мнению норвежского врача, находится в здравом уме. Адвокат, в свою очередь, заявил, что принудительное психиатрическое лечение Вячеслава являлось проявлением карательной психиатрии, направленной на подавление инакомыслия. Также Дацик утверждал, что подвергался пыткам со стороны российских властей.
11 октября появились сообщения, что Дацик в тюрьме порезал себе руки и шею в знак протеста.
22 декабря началось судебное заседание по делу Дацика. Вячеслав неожиданно заявил на суде, что был завербован ФСБ для убийства Ахмеда Закаева, после исполнения которого будет выпущен на свободу некий друг Дацика, отбывающий пожизненное заключение. Тем не менее, 23 декабря норвежский суд приговорил Дацика к восьми месяцам тюрьмы за незаконное ношение оружия за вычетом 98 дней которые он уже провёл в камере до суда.
В феврале 2011 года появилась информация об отмене решения об экстрадиции, однако её подтверждения позже не поступило. Также стало известно, что Дацик умышленно затеял в тюрьме потасовку с охраной, пытаясь таким образом лишить себя возможности быть освобождённым досрочно.

### Возвращение в Россию
18 марта 2011 года Дацик был экстрадирован в Россию.
В России Дацику было предъявлено новое обвинение по незаконному пересечению границы вдобавок к имеющемуся по нападениям на салоны связи. Он был помещён в одиночную камеру в следственном изоляторе № 1 «Кресты».

### Приговор и отбытие наказания
7 декабря 2012 года Невский районный суд Петербурга приговорил Дацика за ограбление салона сотовой связи к 5 годам лишения свободы с отбыванием наказания в колонии общего режима. Уголовное преследование за поджог церкви суд прекратил, так как, согласно нормам международного права, лицо, выданное иностранным государством, не может быть привлечено за совершение преступлений, не указанных в запросе на выдачу.
В июле 2013 года этапирован для отбывания срока в исправительной колонии общего режима в посёлок Междуреченский Пинежского района Архангельской области (ФКУ ОИУ ОУХД-1 ИК № 19).
2 августа 2013 года в связи перепрофилированием колонии общего режима № К-19 ФКУ ОИУ ОУХД № 1 УФСИН России по Архангельской области в колонию-поселение Вячеслав Дацик этапирован в город Архангельск для дальнейшего распределения места отбывания срока, а затем в Республику Коми. Продолжил отбывать наказание в ИК № 31 в Красноярске.
17 марта 2016 года был освобожден из исправительной колонии № 31 в Красноярске в связи с истечением срока наказания. Сразу после освобождения на несколько часов был задержан и доставлен в красноярское управление по борьбе с экстремизмом. Со слов матери, 18 марта планировал отправиться в Санкт-Петербург.

### «Антибордельный рейд» и новый срок заключения
18 мая 2016 года Дацик был задержан полицией Санкт-Петербурга. Ранее он провёл так называемый «антибордельный рейд»: ночью вместе с единомышленниками ворвался в притон на Васильевском острове, где они обнаружили несколько проституток, а также одного клиента, якобы гражданина Финляндии. Угрожая монтировками, всех отвели в обнажённом виде в полицию, где проститутки заявили о пропаже у них личных вещей. Кроме того, как сообщило ГСУ СКР по Петербургу, ночью 18 мая Дацик в бутик-отеле «Графтио», расположенном в Петроградском районе Санкт-Петербурга, сломал дверь в одном из номеров, где находилась жительница Москвы. Применив физическую силу, подозреваемый вытащил женщину в коридор гостиницы, где ей удалось вырваться и убежать. Петроградский районный суд Петербурга заключил Дацика под стражу, а ГУ МВД России по Санкт-Петербургу и Ленинградской области было возбуждено уголовное дело по признакам преступления предусмотренного ч.2 ст. 162 УК РФ (разбой) и по ч. 2 ст. 139 УК РФ (нарушение неприкосновенности жилища). С ноября 2016 года Петроградский районный суд Санкт-Петербурга неоднократно продлевал арест Вячеславу Дацику на два месяца, а 29 мая 2017 года Василеостровский районный суд продлил арест до 18 ноября 2017 года.
С ноября 2017 года по март 2018 года прошло много судебных заседаний и 19 марта 2018 года суд приговорил Вячеслава Дацика к 3,5 годам лишения свободы в колонии строгого режима. Однако 25 февраля 2019 года апелляционный cуд прекратил уголовное преследование по статьям 139 УК РФ (незаконное проникновение в жилище) и 116 УК РФ (побои) за истечением сроков давности, оставив в силе лишь приговор по статье о хулиганстве, и снизил срок лишения свободы до уже отбытого.

### Арест за незаконное пересечение границы
8 июня 2020 года стало известно, что Вячеслав Дацик осужден на 1 год за незаконное пересечение границы с Эстонией в декабре 2019 года. Сразу после задержания он был заключен под стражу и несколько месяцев находился в изоляторе, пока ожидал приговор суда. 14 ноября 2020 года вышел из колонии.

## Личная жизнь
Дацик продолжительное время сожительствовал с женщиной из Уфы по имени Ксения, которая родила ему сына Ярослава и дочь Василису. В 2019 году в прессе появились взаимные обвинения от Дацика и его бывшей сожительницы в избиении своих детей.
В этом же году стал встречаться с Викторией Малмыгиной.